# Klasztor ss. Niepokalanek w Jarosławiu

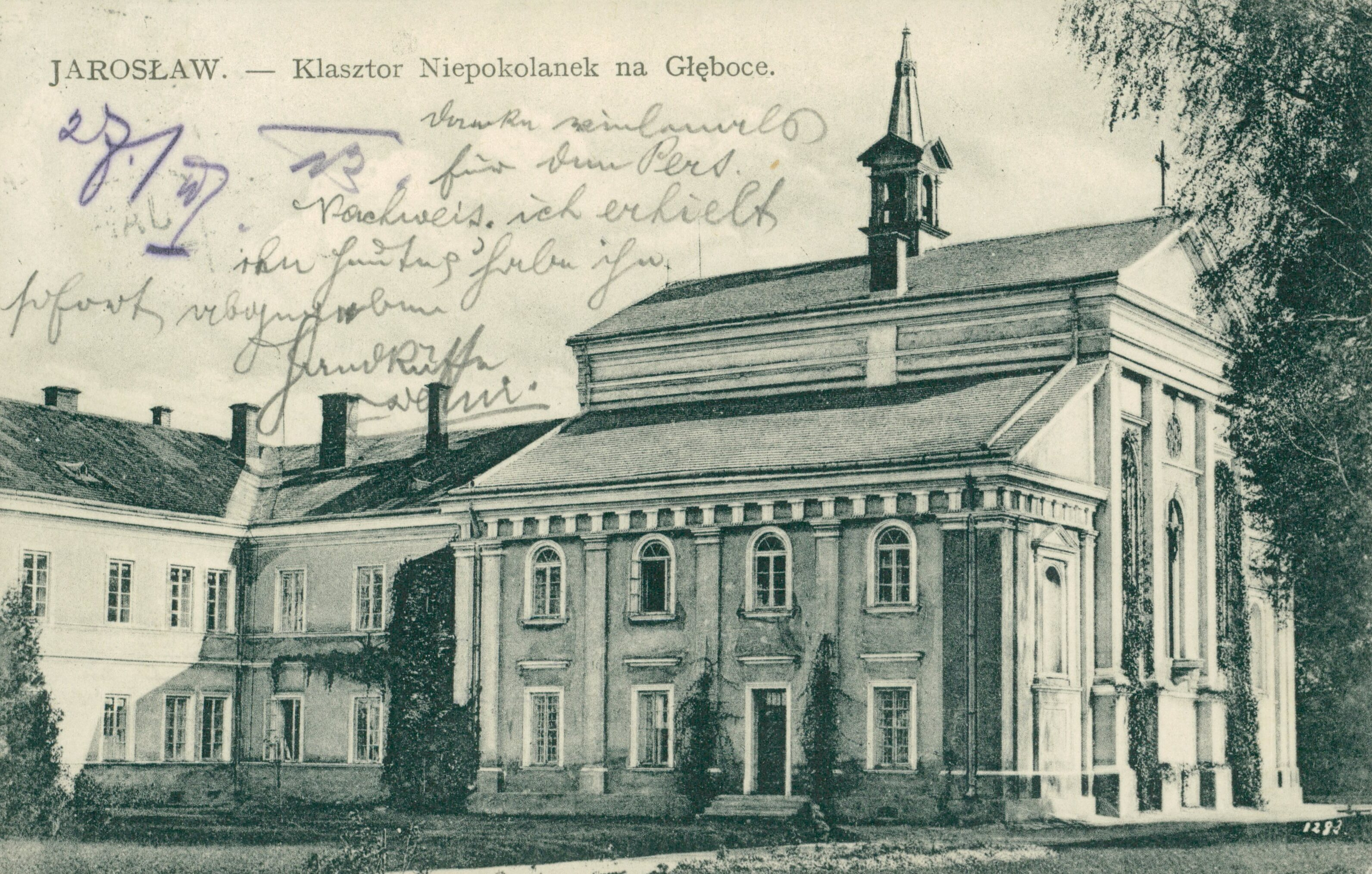
Klasztor około 1913

Klasztor Niepokalanek w Jarosławiu – klasztor i kaplica w Jarosławiu w województwie podkarpackim.
Teren dawnego folwarku jezuitów na Głębokiej, z tego czasu relikty w zabudowaniach gospodarczych. Fundacja dla ss. niepokalanek przez Marcelinę Darowską w 1871 roku. Budowana w latach 1784–1786 przez Walerego Kołodziejskiego. W kaplicy rzeźba Tomasza Oskara Sosnowskiego w marmurze kararyjskim Matka Boska Niepokalanie Poczęta, sprowadzona z Rzymu w roku 1876. W niszach elewacji frontowej posągi św. Jana Ewangelisty i św. Jana Chrzciciela.
W klasztorze tworzyła i mieszkała do swojej śmierci siostra Ena od Najświętszego Sakramentu (Stanisława Paciorek, ur. 21 października 1917, zm. 19 września 2006). Siostra Ena, to autorka wielu książek głównie o tematyce religijnej i niepokalańskiej. Napisała m.in. takie książki, jak Był taki dom, były takie dzieci o klasztorze i szkole w Nowym Sączu, 125 lat Klasztoru w Jarosławiu czy książkę o siostrze Wandzie Garczyńskiej oraz o podróżach do Ziemi Świętej i Rzymu. Siostra Ena jest pochowana w katakumbach klasztornych, w Jarosławiu.
Plac przed bramą klasztorną i klasztorem Niepokalanek w Jarosławiu oraz ogród i park przy klasztorze nosi imię Siostry Eny.

## Przełożone klasztoru
- Ludwika Morsztyn (1875–1897)
- Maria de Rück (1897–1928)
- Emilia Wilczyńska (1928–1959)
- Zofia Mineyko (1959–1963)
- Maria Paszkiewicz (1963–1998)
- L. Brzozowska (1998–2003)
- Siostra Macieja (2003–2010)
- Siostra Bronisława CSIC (od 2010)

## Kapelani klasztoru
- Walerian Kalinka (1875–1878)
- Michał Pawłowski (1878–1879)
- Franciszek Zajączek (1879–1880)
- Laurenty Ciepliński (1880–1881)
- Wiktor Drzewicki (1881–1882)
- Joachim Maciejczyk (1882–1883)
- Stefan Dziąba (1883–1884)
- Sylwester Hanula (1884–1907)
- Dionizy Kajetanowicz (1907–1908)
- Marian Stanisław Wojciechowski (1908–1931)
- Stanisław Szpetnar (1931–1952)
- Stanisław Cisowski (1952–1964)
- Józef Wilk (1964–1966)
- Stefan Moskwa (12 kwietnia – 30 sierpnia 1966)
- Kazimierz Stankiewicz (1966–1993)
- Kazimierz Gadzała (1993–1998)
- Wiesław Baszta i Augustyn Piela (1998–2000)
- Jerzy Kędzierski (2000–2006)
- Kazimierz Gadzała (od 2006)